# Jerry Byrd
Gerald „Jerry“ Byrd (* 9. März 1920 in Ohio; † 11. April 2005 in Honolulu) war ein US-amerikanischer Country-Sänger und Musiker. Er gilt als einer Pionier der Hawaiian Steel Guitar in der Country-Musik, da er neben Cliff Carlisle der erste Countrymusiker war, der diese erfolgreich einsetzte.

## Leben

### Kindheit und Jugend
Jerry Byrd war das erste Kind von Harley und Lauretta Byrds. Geboren und aufgewachsen in Lima, Ohio, hörte er 1932 erstmals eine Steel Guitar in einer Tent-Show. Der junge Byrd war von diesem Instrument vollkommen fasziniert, deshalb lernte er selbst Gitarre zu spielen. Mit fünfzehn Jahren spielte er schon professionell und trat abends in Bars auf. Nach eigener Angabe verdiente er einen Dollar pro Auftritt.
1939 absolvierte er erfolgreich die High School.

### Anfänge
Kurz danach machte er Bekanntschaft mit dem Musikstudiobesitzer Ron Dearth. Dearth bot ihm an, eine Platte in seinem Studio aufzunehmen. Jedoch hatte diese Platte nur mäßigen Erfolg. Danach zog er nach Kentucky, dort trat er regelmäßig in der Refro Valley Barn Dance Show auf. 1941 erkrankte er an einer Lungenentzündung, die ihm fast das Leben gekostet hätte. Durch seine Krankheit entging er der Einberufung zur Armee. Nachdem er sich bei seinen Eltern ihn Lima erholt hatte, zog er nach Detroit, Michigan. Während er bei dem Radiosender WJR auftrat, wurde er Mitglied in Ernest Tubb’s Texas Troubadors. Danach nahm er verschiedene Platten mit der Begleitband Red Foleys, den Cumberland Valley Boys auf.

### Durchbruch
Langsam stieg Byrds Popularität an. Durch den Film Hollywood Barn Dance, in dem er die Hauptrolle spielte, gelang ihm der nationale Durchbruch. Er wurde Mitglied der Grand Ole Opry, der bekanntesten Radioshow Amerikas. Seine Platten verkauften sich wie von selbst, und seine Konzerte waren stets ausverkauft. In den folgenden drei Jahren nahm er an über hundert Aufnahmesessions teil.
1949 zog Byrd nach Cincinnati, Ohio. Dort trat er neben seinen Auftritten in der Opry in Nashville auch in der wöchentlichen Radioshow Midwestern Hayride auf. Jeden Freitagabend, als er in Nashville ankam, um am Samstag in der Opry aufzutreten, hatte er zusammen mit Chet Atkins eine Radioshow, die sich The Two Guitars nannte. 1954 zog Byrd dann ganz nach Nashville, wo er die nächsten 20 Jahre leben und arbeiten sollte. Er trat zu dieser Zeit regelmäßig als Akustik-Gitarrist in der Band der TV-Sendung National Life Grand Ole Opry auf. Mitte der 1970er Jahre setzte er sich dann zur Ruhe, trat jedoch noch öffentlich auf. 1978 wurde er in die Steel Guitar Hall of Fame aufgenommen. Jerry Byrd starb am 11. April 2005 im Alter von 85 Jahren.

## Werk
Obwohl die Steel Guitar heutzutage nicht mehr so populär ist, übte Jerry Byrd einen nicht zu unterschätzenden Einfluss auf andere Countrymusiker aus. Dass Hawaiian-Musik in den 1930er und 1940er Jahren so außerordentlich populär war, ist größtenteils auf Byrd zurückzuführen, wobei auch andere Interpreten wie Frank Ferera, Sol Hoopii, Roy Smeck oder der am Blues orientierte Cliff Carlisle Anteil hatten.

## Tod
Jerry Byrd starb im April 2005 im Alter von 85 Jahren in Honolulu.